# 对应原理
對應原理（英語：correspondence principle）表明，在大量子數極限下，量子物理對於物理系統所給出的預測應該符合經典物理的預測。:27更仔細地說，為了在微觀層級正確地描述物質而對於經典理論做出的任何修改，其所獲得的結果當延伸至宏觀層級時，必須符合通過多次實驗檢試的經典定律。:160–161
尼爾斯·玻爾於1920年表述出對應原理，但他先前於1913年在發展原子的玻爾模型時，就已經使用到這原理。: 241-282
更廣義地，對應原理代表一種信念，即在大量子數極限下，新理論應該能夠在舊理論的工作區域內複製已建立的舊理論。
經典物理量是以可觀察量的期望值的形式出現於量子力學。埃倫費斯特定理展示出，在量子力學裏，可觀察量的期望值隨著時間流易的演化方式，這演化方式貌似經典演化方式。因此，假若將經典物理量與可觀察量的期望值關聯在一起，則對應原理是埃倫費斯特定理的後果。:175

## 概述
量子力学理论可以成功精确地描述微观物体、原子與基本粒子，而宏观的物体，例如弹簧、電容器等等，则可以用经典力学和经典电动力学來描述。對應原理規定，當物理系統漸近至某種狀況時，經典物理與量子物理給出同樣的結果。這種狀況稱為「對應極限」或經典極限。玻爾認為，這極限是大量子數。
終結舊量子論時期（1920-1925）的新量子理論有兩種不同的表述，矩陣力學與波動力學。维尔纳·海森堡使用對應原理為準則來構想與發展出矩陣力學。雖然在埃尔温·薛定谔的波動力學裏，並不能找到經典行為的影響，因為波函數會隨著運動而散開，一旦薛丁格方程式的波函數被詮釋為一種機率幅，埃倫費斯特定理立刻展示出，經過平均運算後的牛頓運動定律成立，即位置與動量這兩個可觀察量的期望值遵守牛頓運動定律。

## 普朗克對應原理
1906年，馬克斯·普朗克最先發現對應原理，他的對應原理版本為，在普朗克常數趨於零的極限，量子物理趨於經典物理。根據普朗克定律，能量密度方程式為:59-60
{\displaystyle u(\nu )={\frac {8\pi h\nu ^{3}}{c^{3}(e^{h\nu /kT}-1)}}}；
其中，{\displaystyle u(\nu )}是參數為頻率{\displaystyle \nu }的能量密度函數，{\displaystyle h}是普朗克常數，{\displaystyle c}是光速，{\displaystyle k}是波茲曼常數，{\displaystyle T}是溫度。
取普朗克極限 {\displaystyle h\rightarrow 0}，這方程式約化為瑞利-金斯方程式：
{\displaystyle u(\nu )={\frac {8\pi \nu ^{2}kT}{c^{3}}}}。
普朗克總結，經典理論的特徵是作用量子變得無窮小。作用量子指的就是普朗克常數{\displaystyle h}。

### 薛丁格方程式
取普朗克極限 {\displaystyle h\rightarrow 0}，猜想波函數 {\displaystyle \Psi (\mathbf {r} ,\,t)} 的形式為:102-103
{\displaystyle \Psi (\mathbf {r} ,\,t)=Ae^{iS(\mathbf {r} ,\,t)/\hbar }} ，
則可從量子力學的薛丁格方程式
{\displaystyle -{\frac {\hbar ^{2}}{2m}}\nabla ^{2}\Psi (\mathbf {r} ,\,t)+U(\mathbf {r} )\Psi (\mathbf {r} ,\,t)=i\hbar {\frac {\partial \Psi (\mathbf {r} ,\,t)}{\partial t}}} ，
推導出經典物理的哈密頓-雅可比方程式
{\displaystyle {\frac {1}{2m}}\left({\boldsymbol {\nabla }}S\right)^{2}+U(\mathbf {r} )+{\frac {\partial S}{\partial t}}=0} ；
其中，{\displaystyle m} 是質量，{\displaystyle \mathbf {r} } 是位置  ，{\displaystyle t} 是時間 ，{\displaystyle S(\mathbf {r} ,\,t)} 是作用量，{\displaystyle \nabla ^{2}} 是拉普拉斯算符，{\displaystyle U(\mathbf {r} )} 是位勢。
這意味著所有從薛丁格方程式推導出的量子行為，在普朗克極限 {\displaystyle h\rightarrow 0}，都會趨於經典物理行為。

### 基本物理常數
普朗克常數是個基本物理常數。「恆定性」是所有基本物理常數都具有的特性。恆定性指的是基本物理常數，在不同的時間或空間，不會呈現出不同的數值。假若基本物理常數會因為時間或空間的不同而出現任何變化，這意味著宇宙存在著一種幾乎零質量的場，其會與物質耦合，這會導致自由下落的普適性被違背。
物理學者尚未從做實驗發現，普朗克常數會隨著時間或空間的不同而出現任何改變，也尚未完成任何能夠改變普朗克常數的實驗，更不知道是甚麼機制給定普朗克常數其所呈現的數值。但有一點相當明確，那就是，普朗克極限 {\displaystyle h\rightarrow 0} 只是一種數學運算，無法實際體現，為了避免被這問題困擾，必須對每一個案例，更詳細地設定狀況，例如，對於普朗克定律案例，可以假設 {\displaystyle h\nu } 超小於 {\displaystyle kT}，然後做近似運算。:19-21:267-268
有些簡單的量子系統不能夠使用普朗克對應原理來取得有意義的經典結果，例如，玻爾模型系統等等。稍後會對玻爾模型案例進行詳細分析。

## 玻爾對應原理
玻爾仔細研究普朗克對應原理，他發現另外有一種方法能夠使得普朗克輻射定律約化為瑞利-金斯定律，那就是取低頻率極限 {\displaystyle \nu \rightarrow 0}。玻爾將這點子應用於他的原子模型。1913年，在表述玻爾模型的「三部曲」論文《論原子與分子的結構》裏，玻爾闡明，對於氫原子案例，由於電子從量子數很大的初態躍遷至附近末態時，會發射出低頻率輻射，因此當量子數很大時，氫原子發射出的電磁輻射頻譜趨於經典頻譜。這就是玻爾對應原理的雛型。:59-60
1920年，玻爾給出了術語「對應原理」。這原理成為在那時期（1900年—1925年）蓬勃發展的舊量子論的重要理論，它將古典理論與量子理論連結在一起，對於量子理論提供導航地標——在某種極限，正確的量子理論必須符合經典理論。雖然使用對應原理來解析量子問題需要很高深的造詣，玻爾在多個學術領域靠著對應原理獲得很豐實的結果。玻爾的親近研究夥伴奧斯卡·克萊因指出，玻爾在那時期爭取到重大進展，儘管在量子理論與經典理論之間存在著萬丈深淵。科學歷史學者亞伯拉罕·派斯認為，玻爾對應原理是玻爾對量子力學做出的第二大貢獻。玻爾對應原理開啟了日後玻爾研究生涯的主要論題：:193-196
關於自然過程的任何描述，都必須基於經典理論引入與定義的點子。
 — 玻爾
玻爾對應原理主要有三種詮釋，頻率詮釋、強度詮釋與選擇定則詮釋。
在闡述這三種詮釋之前，需要先說明一下它們所基於的原子模型，這樣，可以更容易明白這三種詮釋。設想一個簡單的原子模型，其電子正在進行一維遵守牛頓第二運動定律的周期性運動，其運動軌跡為 {\displaystyle x(t)}，基本頻率為 {\displaystyle \omega }。這運動軌跡可以用傅立葉級數表示為
{\displaystyle x(t)=C_{1}\cos(\omega t)+C_{2}\cos(2\omega t)+C_{3}\cos(3\omega t)+\dots }；
其中，{\displaystyle t}是時間，{\displaystyle C_{1}}、{\displaystyle C_{2}}、{\displaystyle C_{3}}等等都是常數。
在這級數裏，每一個項都是一個諧波，第 {\displaystyle \tau } 個諧波的振幅為{\displaystyle C_{\tau }}，頻率為{\displaystyle \omega _{\tau }=\tau \omega }。
按照經典電動力學，電子發射出的電磁輻射的頻率應該為{\displaystyle \omega }、{\displaystyle 2\omega }、{\displaystyle 3\omega }等等。

### 頻率詮釋
按照頻率詮釋，在大量子數極限 {\displaystyle n\gg 1}，電子因軌道躍遷所發射的電磁輻射，其頻率與經典預測相互統計符合。以方程式表示，
{\displaystyle \nu _{n\rightsquigarrow n^{\prime }}=\omega _{\tau }=\tau \omega }；
其中，{\displaystyle n} 與 {\displaystyle n^{\prime }} 分別是電子初態與末態的量子數，{\displaystyle \nu _{n\rightsquigarrow n^{\prime }}} 是電子從初態躍遷至末態所發射出的電磁輻射頻率，{\displaystyle \tau =n-n^{\prime }} 是初態與末態的量子數差，{\displaystyle \omega } 是電子運動的基本頻率，{\displaystyle \omega _{\tau }} 是電子的經典電磁輻射頻率．更仔細地說，是電子軌道位置函數的傅立葉級數的第 {\displaystyle \tau } 次諧波的頻率。
注意到兩種預測結果的關係是統計符合。在經典物理裏，電子輻射的所有諧波組分都會一起發射出來。在量子物理裏，每一次躍遷只會發射出一個光子，因此必須用一個統計系綜的躍遷來做比較。

### 強度詮釋
按照強度詮釋，在大量子數極限 {\displaystyle n\gg 1}，電子因軌道躍遷而發射的電磁輻射，其量子強度與經典預測相互統計符合。以方程式表示，
{\displaystyle P_{n\rightsquigarrow n^{\prime }}\propto |C_{\tau }|^{2}}；
其中，{\displaystyle P_{n\rightsquigarrow n^{\prime }}} 是電子從初態躍遷至末態的概率，{\displaystyle C_{\tau }}
是經典運動的第{\displaystyle \tau } 次諧波的振幅。

### 選擇定則詮釋
按照選擇定則詮釋，每一種量子躍遷對應於經典運動的一個諧波組分。更嚴格地表示，電子可以從定態 {\displaystyle n} 量子躍遷至定態 {\displaystyle n^{\prime }}，若且惟若，其經典運動含有第 {\displaystyle \tau } 次諧波
；其中， {\displaystyle \tau =n-n^{\prime }} 。
玻爾最初認為選擇定則詮釋也必須遵守大量子數極限 {\displaystyle n\gg 1}，後來，他大膽地排除了這要求，正確地將其外推為適用於所有量子數。玻爾表示，
當量子數很大時，某個躍遷的相對概率會以很簡單地方式連結經典運動的對應諧波組分的振幅。這種獨特關係意味著定態與定態之間所發生的躍遷是一種一般定律。因此，我們假定，甚至當量子數很小時，定態與定態之間躍遷的可能性關連到系統運動是否含有某個諧波組分。
 — 玻爾

## 案例

### 玻爾模型
按照玻爾模型，電子的角動量{\displaystyle L_{n}}與能量{\displaystyle E_{n}}分別為:59-60:166
{\displaystyle L_{n}=n\hbar }、
{\displaystyle E_{n}=-\ {\frac {mk^{2}e^{4}}{2\hbar ^{2}n^{2}}}}；
其中，{\displaystyle n=1,2,3,\dots }是量子數，{\displaystyle \hbar }是約化普朗克常數，{\displaystyle m}是電子質量，{\displaystyle k}是庫侖常數，{\displaystyle e}是單位電荷。
設想電子從能級為{\displaystyle E_{n}}的初態躍遷至能級為{\displaystyle E_{n-1}}的末態，則伴隨發射出電磁輻射的頻率{\displaystyle \nu }為
{\displaystyle \nu ={\frac {E_{n}-E_{n-1}}{h}}={\frac {mk^{2}e^{4}}{4\pi \hbar ^{3}}}\left[{\frac {1}{(n-1)^{2}}}\ -\ {\frac {1}{n^{2}}}\right]={\frac {mk^{2}e^{4}}{4\pi \hbar ^{3}}}{\frac {2n-1}{n^{2}(n-1)^{2}}}}。
假設取普朗克極限 {\displaystyle h\rightarrow 0} ，則頻率{\displaystyle \nu \rightarrow \infty }，這是個沒有意義的結果，所以，在這裡不應該取普朗克極限。
在大量子數極限 {\displaystyle n\gg 1}，頻率的公式近似為
{\displaystyle \nu ={\frac {mk^{2}e^{4}}{2\pi \hbar ^{3}n^{3}}}}。
注意到電子的移動速率 {\displaystyle v} 與電子的軌道半徑 {\displaystyle r} 分別為
{\displaystyle v=\left({\frac {ke^{2}}{mr}}\right)^{1/2}}、
{\displaystyle r={\frac {n\hbar }{mv}}}。
將這兩個公式帶入頻率的近似公式，則可得到經典的電子公轉頻率：
{\displaystyle \nu ={\frac {v}{2\pi r}}}。
這結果符合對應原理。

### 諧振子

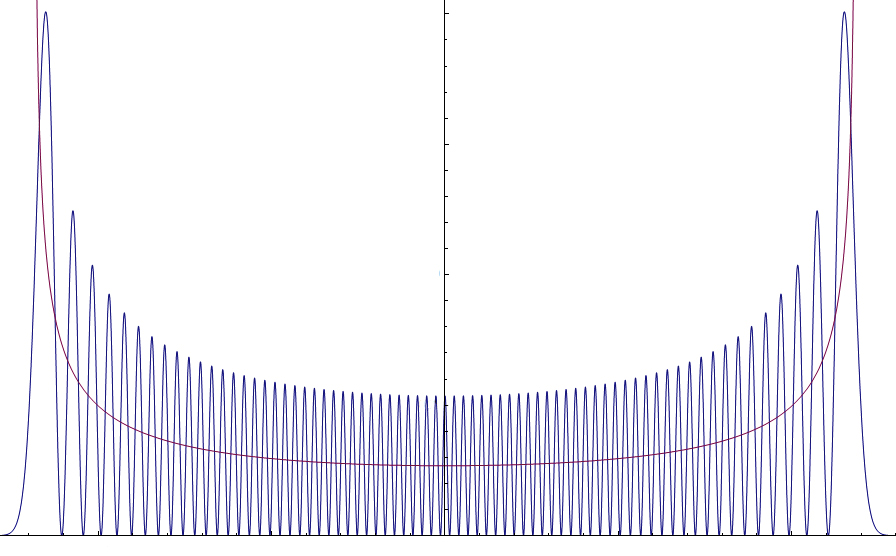
紅線、藍線分別是經典概率密度函數 與量子概率密度函數 。

設想一個質量為的粒子正在進行簡諧運動，這粒子的經典概率密度為:36-38
{\displaystyle P_{c}(x)={\frac {1}{\pi {\sqrt {x_{0}^{2}-x^{2}}}}}}；
其中，{\displaystyle x}與{\displaystyle x_{0}}分別為位移與最大位移。
在量子力學裏，假設這個粒子的量子數是{\displaystyle n}的能量本徵態為{\displaystyle \psi _{n}(x)}。
如右圖所示，經典概率密度函數{\displaystyle P_{c}(x)}與量子概率密度函數{\displaystyle |\psi _{n}(x)|^{2}}相差很大。然而，在大量子數極限，取局域平均值，則可得到等式：
{\displaystyle P_{c}(x)=\lim _{n\gg 1}\langle |\psi _{n}(x)|^{2}\rangle =\lim _{\epsilon \gg 1}\int _{x-\epsilon }^{x+\epsilon }|\psi _{n}(y)|^{2}\mathrm {d} y}；
其中，量子數{\displaystyle n}越大，則區間{\displaystyle \epsilon }越小。
所以，強度詮釋適用於諧振子問題。

## 參閱
- 量子退相干
- 經典極限